# Elementy dzieła muzycznego
Elementy dzieła muzycznego – elementy porządkujące materiał dźwiękowy będący tworzywem dzieła muzycznego; w wyniku ich współdziałania dzieło uzyskuje określony kształt:
- melodyka – wyznacza następstwo dźwięków o różnej wysokości i różnym czasie trwania,
- rytmika – porządkuje materiał dźwiękowy w czasie,
- dynamika – reguluje natężenie dźwięku,
- agogika  – określa szybkość utworu, czyli tempo oraz jego zmiany,
- artykulacja – określa sposób wydobywania dźwięku,
- harmonika – porządkuje współbrzmienia dźwięków w utworze,
- kolorystyka – określa barwę dźwięku.

## Melodyka
Melodyka to element dzieła muzycznego wyznaczający następstwo dźwięków o różnej wysokości i różnym czasie trwania.
Rodzaje melodyki:
- Wokalna:
  - kantylenowa
  - deklamacyjna
  - melizmatyczna
- Instrumentalna
  - kantylenowa
  - figuracyjna
  - ornamentalna

Biorąc pod uwagę rodzaj interwałów wyróżnia się melodykę wznoszącą, opadającą, łukową, falującą, opartą na repetycji.

## Rytmika
Rytmika to element dzieła muzycznego porządkujący materiał dźwiękowy w czasie, ustalając czas trwania dźwięków i wzajemne relacje między nimi.
Z rytmiką wiąże się metrum – wyznacza ono miary czasu, porządkuje przebiegu rytmiczne za pomocą regularnie powtarzających się akcentów. Wynikiem tego jest podział utworu na takty.
Rodzaje rytmiki:
- Rytmika swobodna (nie jest związana z określonym metrum, używana w średniowieczu, kiedy była zależna od tekstu utworu)
- Rytmika ustalona: (związana z określonym metrum, od XII/XIII w., kiedy powstała muz. wielogłosowa i zapis rytmiczny stał się koniecznością)

Rytmikę ustaloną możemy podzielić na:
- Rytmikę zmienną
- Rytmikę okresową

Okresowa dzieli się zaś na:
- motoryczna (jednolite, drobne wartości, wrażenie ruchu)
- miarowa (odznacza się jednostajnością i podkreśleniem/zaznaczeniem miar taktu)
- taneczna (zawiera charakterystyczne wartości dla danego tańca)
- marszowa (zawiera rytm punktowany)

## Harmonika
Harmonika to element dzieła muzycznego, który porządkuje współbrzmienia dźwięków w pionie (wertykalnie). Ze względu na rozwój historyczny muzyki wyróżnia się harmonikę:
- modalną – od ok. IX do XVI w. Opiera się na 8 skalach kościelnych. Odgrywała wówczas mniejszą rolę, była wypadkową współbrzmiących melodii;
- funkcyjną – od ok. XII do początków XX w. Opiera się na dwóch skalach: durowej i molowej. Na wszystkich stopniach tych skal budowane są akordy. Akordy główne to tonika, subdominanta i dominanta. Pozostałe zwane są akordami pobocznymi. Między akordami istnieją ściśle określone stosunki, spełniające również funkcje kumulowania napięć;
- pofunkcyjną – XX w. Wszystkie współbrzmienia i akordy wykorzystywane są na równych prawach i traktowane jak plamy dźwiękowe. Wzajemne ich stosunki ulegają zupełnemu rozluźnieniu. Dominują dysonanse i klastery. Taka harmonika może być np. sonorystyczna(używanie niekonwencjonalnych metod wydobycia dźwięku, np. uderzanie w instrument), atonalna (brak tonacji)

## Dynamika
Dynamika to element regulujący natężenie (głośność) dźwięku. Oznaczenia dynamiczne to skróty od włoskich słów, np. p (piano – cicho), f (forte – głośno). Stopniowe zmiany głośności określamy słowami crescendo, gdy głośniej i decrescendo (lub diminuendo) gdy ciszej.
Działanie dynamiki w utworze wpływa na oddanie nastroju i podkreślenie kontrastów.
Dynamikę można podzielić na:
- jednorodną
- płaszczyznową
- falującą

## Agogika
Agogika (tempo) –  termin „agogika” został wprowadzony do teorii muzyki przez H. Riemanna (Musikalische Dynamik und Agogik, 1884). Pierwotnie dotyczył zmian szybkości wykonywania utwory (tempa), obecnie rozumiany jest szerzej i dotyczy także określenia samego tempa.
Tempo utworu można wyrażać na 3 sposoby:
- Za pomocą metronomu,
- Za pomocą słownych określeń włoskich:
  - largo – bardzo wolno
  - adagio – powoli
  - andante – wolno
  - moderato – umiarkowanie
  - allegretto – szybciej niż moderato
  - allegro – żywo, prędko
  - presto – bardzo szybko
  - prestissimo – jak najszybciej
- przez określenie, jak długo ma trwać cały utwór. (np. 10' circa - około 10 minut)

Pierwszy i trzeci sposób wyznaczają tempo bezwzględnie, drugi sposób określa charakter (indywidualne odczucie tempa), obecnie odnosi się także do wartości metronomicznej (poszczególnym nazwom słownym odpowiadają zakresy temp metronomicznych).
Odchylenia od tempa polegają na jego zmianach w trakcie utworu (stopniowych i nagłych), oznaczanych za pomocą słownych określeń włoskich:
- ritenuto, ritardando, rallentando, callando - oznaczają stopniowe zwalnianie tempa
- accelerando, stretto - oznaczają stopniowe przyśpieszanie tempa
- piu mosso - oznacza nagłe przyśpieszenie tempa
- meno mosso, sostenuto - oznaczają nagłe zwolnienie tempa
- a tempo - powrót do poprzedniego tempa utworu po jego zmianie
- rubato, tempo di rubato - określenie chwilowych wahań tempa związanych z treścią utworu
- określenie nowego tempa dla fragmentu utworu (np. Adagio, Lento, Presto, Doppio movimento - tempo 2 razy szybsze)

## Artykulacja
Artykulacja – element dzieła muzycznego określający sposób wydobycia dźwięku. Grając na różnych instrumentach można wyróżnić trzy podstawowe rodzaje artykulacji:
- legato – łącząc dźwięki ze sobą (wł: legare – łączyć)
- staccato – odrywając dźwięki od siebie
- portato – sposób pośredni między legato a staccato

Inne sposoby wydobycia dźwięku charakterystyczne dla danych instrumentów.
- arco – gra smyczkiem
- pizzicato – szarpanie struny palcem
- col legno – uderzanie strun drzewcem smyczka
- flażolet – lekkie dotknięcie struny w odpowiednim miejscu, dające w efekcie wyższe brzmienie dźwięku
- con sordino – gra przy użyciu tłumika
- tremolo – szybkie powtarzanie jednego lub kilku dźwięków (wł: tremolo – trząść się)
- glissando – płynne przejście z jednego dźwięku na drugi, charakterystyczne dla instrumentów smyczkowych i dętych.
- arpeggio – niejednoczesne wykonanie akordu, charakterystyczne dla harfy.

## Kolorystyka
Kolorystyka (barwa dźwięku) to element dzieła muzycznego związany z barwą dźwięku. Melodia wykonana na fortepianie będzie miała inne brzmienie niż ta sama melodia zagrana przez orkiestrę. Kolorystyka jest nierozerwalnie związana ze środkami wykonawczymi. O zmianie barwy może decydować np. zmiana rejestru na danym instrumencie, różne rodzaje artykulacji, różne zestawienia instrumentów itd.